# Grube Boxbach
Die Grube Boxbach war eine Kupfererzgrube im Westen des Hessischen Hinterlandes, zwischen den Dörfern Kleingladenbach und Wiesenbach.

## Geographie
Der Hauptteil des Stollensystems der Grube lag in der Gemarkung Kleingladenbach der heutigen hessischen Gemeinde Breidenbach im Landkreis Marburg-Biedenkopf. Die Grube lag am Südhang des Boxbachtals an den Streittälern sowie zwischen dem Hommerichskopf (562 m ü. NHN) und dem Kahn (505,3 m). Wichtigster Schacht war der zentrale Schacht „Edmund“.

## Geschichte

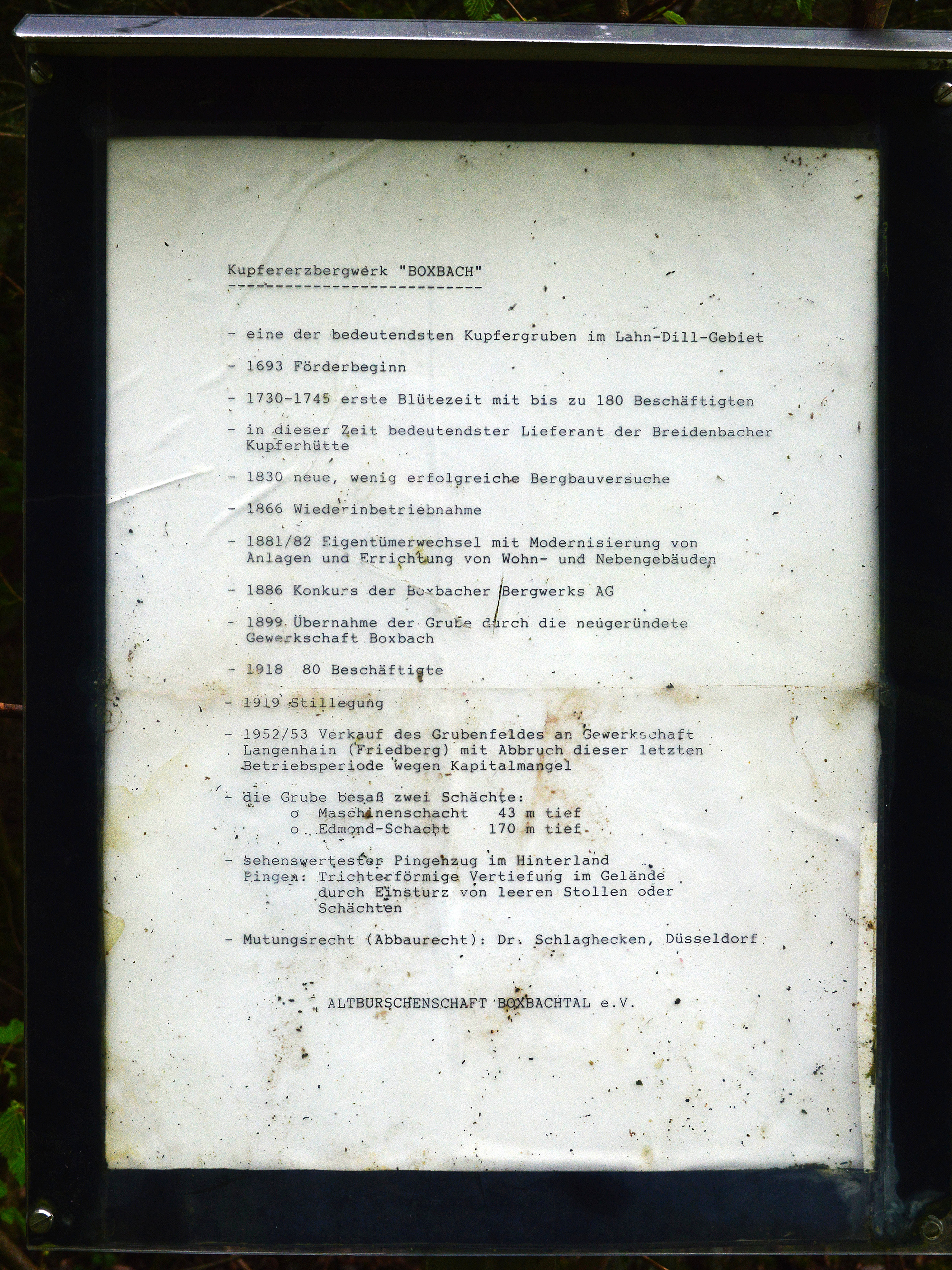
Informationstafel zur Grube Boxbach

Die Erzgänge der späteren Grube Boxbach wurden Mitte des 17. Jahrhunderts erstmals untersucht. (Nach anderen Quellen erst 1693 entdeckt.) Von 1732 bis 1775 lieferte die Grube Boxbach 73.781 Zentner Kupfererz. Für damalige Verhältnisse brachte die Grube eine reiche Ausbeute, neben Kupfer auch Zink und Blei. Von 1730 bis 1745 belieferte die Grube die Breidenbacher Kupferhütte als Hauptlieferant. Damals wurden in mehreren Schächten und zwei Stollen gearbeitet; das Gebiet gehörte Graf Gustav von Wittgenstein. 
In der Frühgeschichte der Grube sind zwei (tödliche) Unfälle bekannt: 1733 (Joh. Georg Siegel; Untersteiger) und 1742 (Georg Werner Hen Christian Oswald Wenners; Obersteiger).
Probleme mit der Entwässerung führten dazu, dass der Betrieb zwischenzeitlich aufgegeben wurde. Im Jahr 1830 wurde der 220 m tiefe Hauptschacht abgeteuft, der sich aber wohl auch nicht lohnte. 1874 wurde dann der etwa 180 Meter tiefe Schacht „Edmund“ gegraben, der noch tiefer als das anliegende Tal des Boxbachs reicht. Doch auch sein Betrieb wurde wohl aus Kostengründen wieder eingestellt. In den 1880er-Jahren ging der Betrieb nochmals weiter. 1886 folgte schließlich der Konkurs. Zu dieser Zeit gehörten zu den Tagesanlagen neun Gebäude, darunter ein hoher Aufbereitungsturm. Das Erz wurde im Boxbachtal zerkleinert und in Klärsümpfen von Nebengestein befreit. Während Obersteiger und Steiger in einem Dienstgebäude wohnten, verteilten sich die Bergleute auf die umliegenden Dörfer. Bevorzugter Wohnort im Hessischen war Achenbach.
Nach einem Verkauf 1899 lebte der Betrieb kurzzeitig wieder auf. Im Jahr 1900 wurden 147 Tonnen Kupfererz gefördert, 1907 174 Tonnen. Die Kupferförderung lag im ersten Halbjahr 1918 bei circa 35 Tonnen. Die Grube stellte 1919 den Betrieb endgültig ein, obwohl kurz vorher eine neue moderne Aufbereitungsanlage gebaut und rund 80 Arbeiter beschäftigt wurden, denn das Bergwerk selbst war durchweg veraltet. Es musste von Hand gebohrt werden und ohne Elektrizität ließen sich keine Pumpen betreiben.
Bemühungen in den 1930er Jahren, die Förderung wieder aufzunehmen, schlugen trotz Einsatzes des Bürgermeisters und ungeachtet der Versprechungen von Seiten der NSDAP fehl. Die Stollen brachen ein und verschwanden mit den Halden unter Bäumen. Pächterin der landwirtschaftlich nutzbaren Flächen und des langsam verfallenden Fachwerkgebäudes war die Gemeinde. Sie hatte Schwierigkeiten, einen Unterpächter zu finden und verhandelte deswegen 1934/1935 mit der Gewerkschaft Boxbach, die sich inzwischen in den Händen von elf Aktionären mit 100 Kuxen befand.
Ein weiterer Versuch auf Wiedereröffnung der Grube wurde 1952/53 abgebrochen.

## Nachnutzung

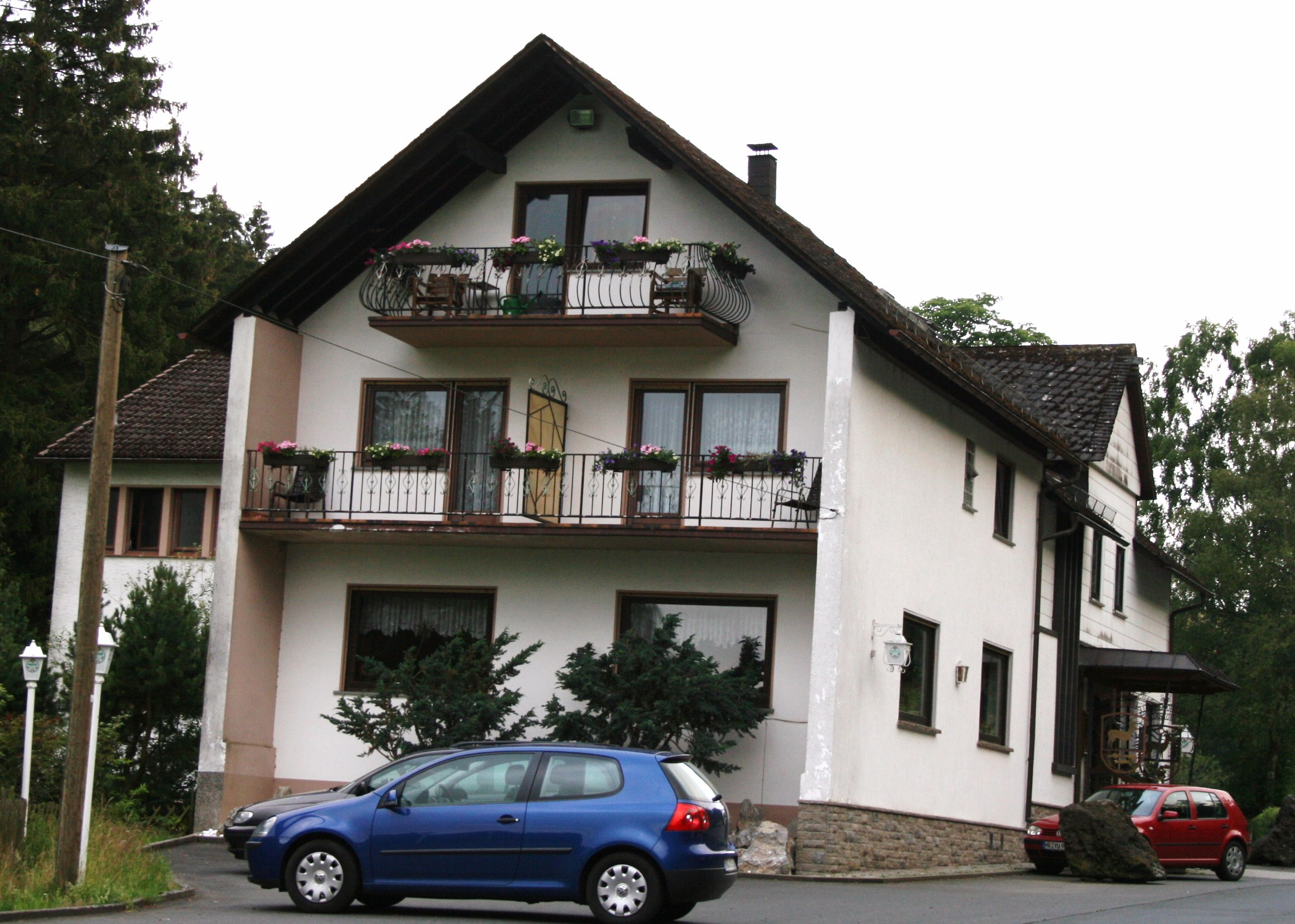
Waldhotel Gille Boxbach

Richard Gille, eines von zehn Kindern des Andreas Friedrich Gille aus Neuenrode/Harz, der seit 1880 Steiger und in den letzten Jahren der Förderung Obersteiger (Betriebsführer) der Grube war, erwarb 1942 die Rechte an der Grube für 16.000 Reichsmark. 1949 erhielt er eine Schankerlaubnis. Aus dem alten Dienstgebäude des 18. Jahrhunderts ließ die Familie Gille nach Um- und Neubau mit dem „Waldhotel Gille Boxbach“ ein Gasthaus mit Pension und Forellenteich entstehen, welches heute (Stand 2024) noch betrieben wird und als beliebtes Ausflugslokal gilt.
Der Edmundschacht wurde 1967 mit einem Betondeckel verschlossen.
Seit Mai 2005 verläuft der Boxbachpfad an dem Gasthaus vorbei. Von den Grubenanlagen sind lediglich kleinere Relikte, wie Mauerreste (Grundmauern einiger Betriebsgebäude), Vertiefungen im Waldboden oder Metallteile erhalten. Durch den umliegenden Wald ziehen sich eingefallene Stollen (Pingen). Stand 2024 gibt es keine Zugänge mehr zu den Schächten und Stollen, da diese fast alle eingestürzt sind.
Nachdem das eigentliche Grubengelände bis in die 2020er-Jahre weitgehend unberührt geblieben war, rückte es 2023 in den Fokus der Gemeinde Breidenbach, da der bisherige Eigentümer und Bergbaurechteinhaber 2020 verstorben war und die Erben das Bergwerk an die Gemeinde verschenken wollen. Bereits 2013 war die Übernahme der Schürfrechte diskutiert, dann aber im Parlament abgelehnt worden. Vor dem veränderten Hintergrund der Wasserversorgung steht die Gemeinde dem nun offener gegenüber. Als Probleme werden unter anderem die kaum noch vorhandene Absicherung und die Unklarheit über eine Verfüllung des alten Schachts „Edmund“ angesehen. 
Eine Untersuchung durch ein Fachbüro schätzte eine Rückkehr zum Metallabbau als nicht mehr rentabel ein, außerdem ließe sich nicht mehr sagen, wie groß die verbliebenen Erzvorkommen tatsächlich sind. Lohnenswerter sei hingegen die Untersuchung der Grube auf das Vorkommen seltener Erden. Im Gegensatz zu einer Nutzung für Geothermie sei eine Nutzung der Grube für die Trinkwassergewinnung möglich. Eine touristische Nutzung wird ausgeschlossen.